# Aristolochia inflata
Aristolochia inflata Kunth – gatunek rośliny z rodziny kokornakowatych (Aristolochiaceae Juss.). Występuje naturalnie w Meksyku, Gwatemali, Salwadorze, Kostaryce, Panamie, Kolumbii oraz Wenezueli

## Morfologia
PokrójPnącze o trwałych i zdrewniałych pędach.
LiścieMają owalny kształt. Mają 5–9 cm długości oraz 3–6 cm szerokości. Nasada liścia ma sercowaty kształt. Z ostrym lub spiczastym wierzchołkiem. Ogonek liściowy jest nagi.
KwiatyPojedyncze. Są wyprostowane i jajowate. Dorastają do 10 mm długości.
OwoceTorebki o cylindrycznym kształcie. Mają 3–4 cm długości.